# Pylon (album)
Pylon – szesnasty album studyjny brytyjskiego zespołu Killing Joke wydany 23 października 2015 roku nakładem wytwórni Spinefarm Records. Projekt okładki stworzył Mike Coles. Album ukazał się na płycie CD oraz na winylu. Album był promowany utworem „I Am the Virus”. Album nagrano w Wielkiej Brytanii oraz w Czechach.

## Lista utworów
| Nr  | Tytuł utworu       | Długość |
| --- | ------------------ | ------- |
| 1.  | „Autonomous Zone”  | 6:43    |
| 2.  | „Dawn of the Hive” | 6:28    |
| 3.  | „New Cold War”     | 6:51    |
| 4.  | „Euphoria”         | 4:16    |
| 5.  | „New Jerusalem”    | 6:10    |
| 6.  | „War On Freedom”   | 4:40    |
| 7.  | „Big Buzz”         | 5:02    |
| 8.  | „Delete”           | 5:00    |
| 9.  | „I Am the Virus”   | 5:38    |
| 10. | „Into the Unknown” | 6:15    |
|     |                    | 57:03   |

| Utwory dodatkowe na limitowanej edycji | Utwory dodatkowe na limitowanej edycji       | Utwory dodatkowe na limitowanej edycji |
| Nr                                     | Tytuł utworu                                 | Długość                                |
| -------------------------------------- | -------------------------------------------- | -------------------------------------- |
| 1.                                     | „Apotheosis”                                 |                                        |
| 2.                                     | „Plague”                                     |                                        |
| 3.                                     | „Star Spangled”                              |                                        |
| 4.                                     | „Panopticon”                                 |                                        |
| 5.                                     | „Snakedance (Youth ‘Rattlesnake Dub’ Remix)” |                                        |

## Skład zespołu
- Jaz Coleman – wokal, instrumenty klawiszowe
- Geordie Walker – gitara
- Martin „Youth” Glover – gitara basowa
- Paul Ferguson – perkusja